# حمام بازار بروجن
حمام بازار بروجن مربوط به دوره قاجار است و در بروجن، خیابان طالقانی بروجن واقع شده و این اثر در تاریخ ۷ خرداد ۱۳۸۷ با شمارهٔ ثبت ۲۲۹۵۹ به‌عنوان یکی از آثار ملی ایران به ثبت رسیده است.